# Sint-Maarten (feest)
Het sint-maartenfeest wordt op 11 november, of soms de avond ervoor, gevierd in delen van België, Nederland, Noord-Frankrijk, sommige Duitstalige gebieden, in Denemarken (Mortensaften, 10 november), in Zuid-Zweden of Skåne, in Portugal, Hongarije, Slowakije en Letland (Mārtiņi, 10 november).

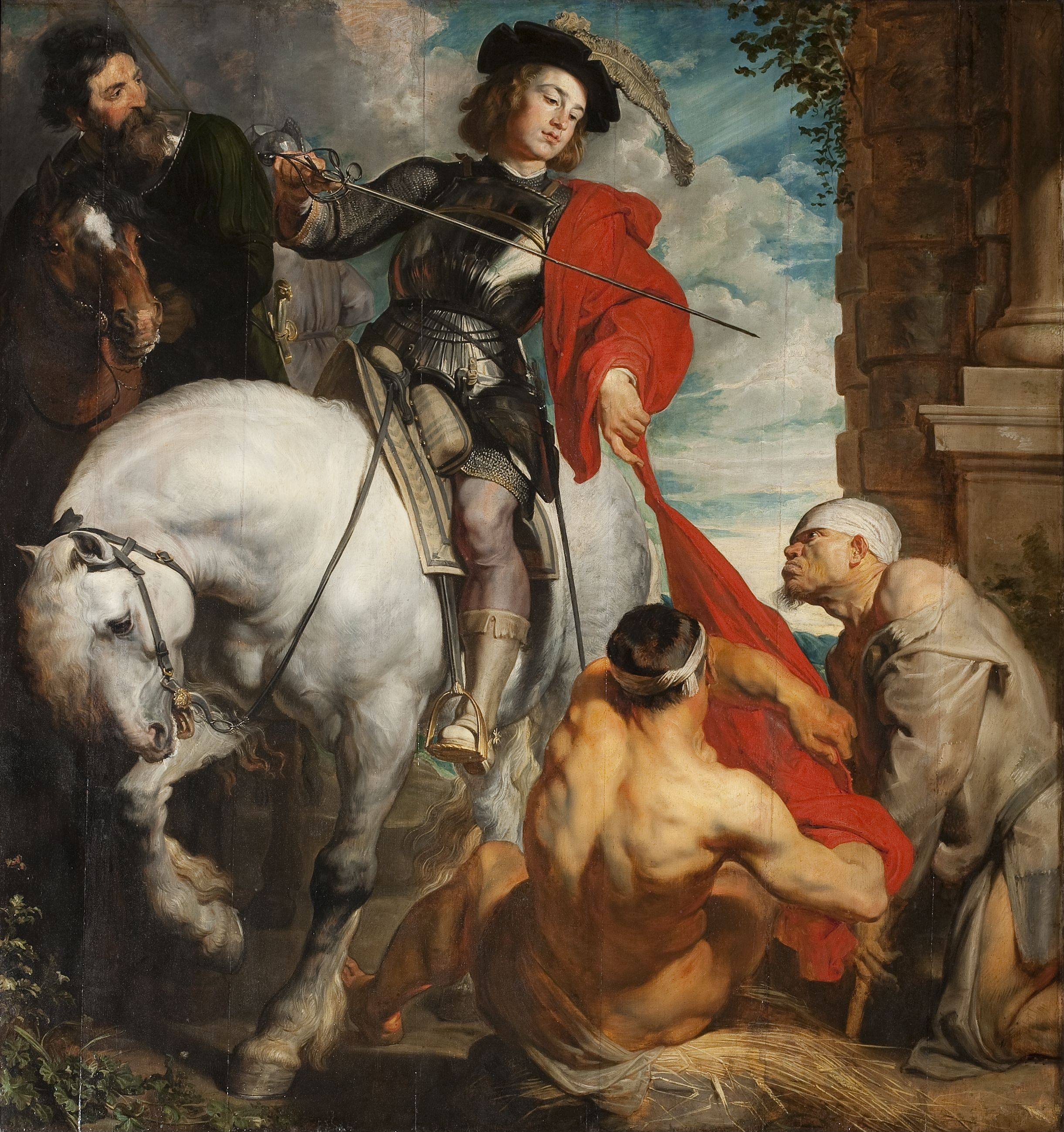
Maarten snijdt zijn mantel doormidden voor een bedelaar

Het is de naamdag van Martinus van Tours en wordt ook Sint-Martinus, Sinte-Marten, Sinter Merte of Sinte-Mette genoemd. Sint-Maarten werd bekend doordat hij als soldaat de helft van zijn mantel gaf aan een arme bedelaar en na een droom koos om verder te leven als een christen. De invulling die aan dit feest gegeven wordt verschilt van streek tot streek. Omdat in sommige gebieden (met name Duitsland) Sint-Maarten jaarlijks verschijnt als een bisschop op een paard, lijkt hij soms op Sinterklaas, maar is dit zeker niet. Sinterklaas is afgeleid van de heilige Sint-Nicolaas.

## Geschiedenis
De eerste vermelding van sint-maartendag is afkomstig van bisschop Perpetuus van Tours (461-490). Hij stelde voor om de vastenperiode voorafgaand aan Kerstmis te laten beginnen op de dag van Sint-Maarten. Dat zou een Advent van zes weken betekenen. In 581 na Christus werd dit overgenomen door de andere Frankische kerken tijdens het Synode van Mâcon. Paus Gregorius I heeft de adventsperiode van zes weken teruggebracht naar vier weken, maar liet de viering van sint-maarten dag staan.
Over de ontstaansgeschiedenis van de invulling van het feest wordt veel gespeculeerd. Vaak wordt verondersteld dat het feest teruggrijpt op een Germaans winterfeest, maar ook een zuiver kerkelijke oorsprong is mogelijk. Wel duidelijk is dat de ontwikkeling tot een algemeen, door alle gezindten gevierd, volksfeest tamelijk recent is.

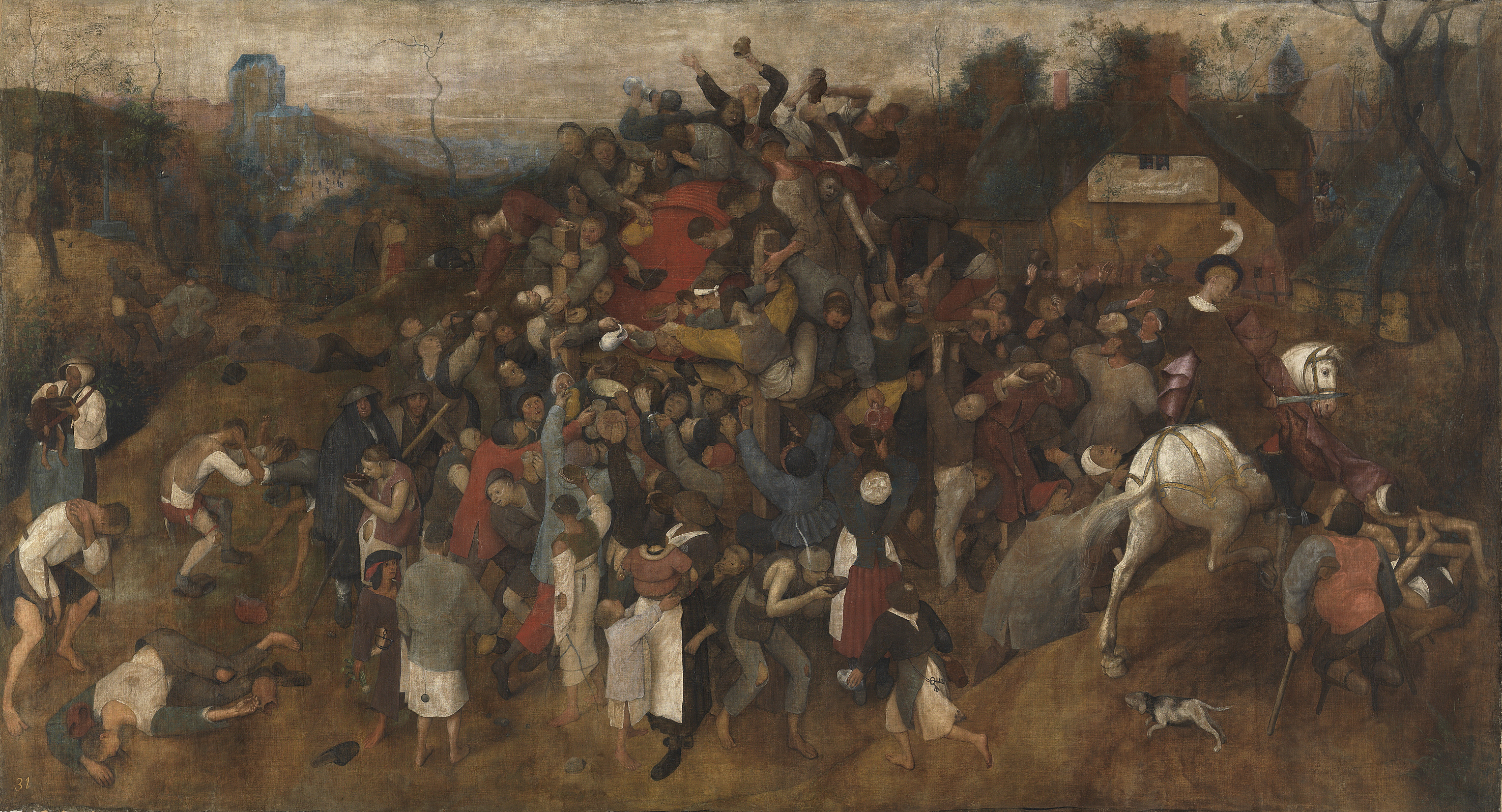
Bruegels weergave van het sint-maartenfeest (ca. 1566). Men dronk dan de nieuwe wijn. Tot in de 19e eeuw werd door kinderen gezongen: "Sint Martijn, Sint Martijn, t'avond most en morgen wijn!"

### Oorsprong

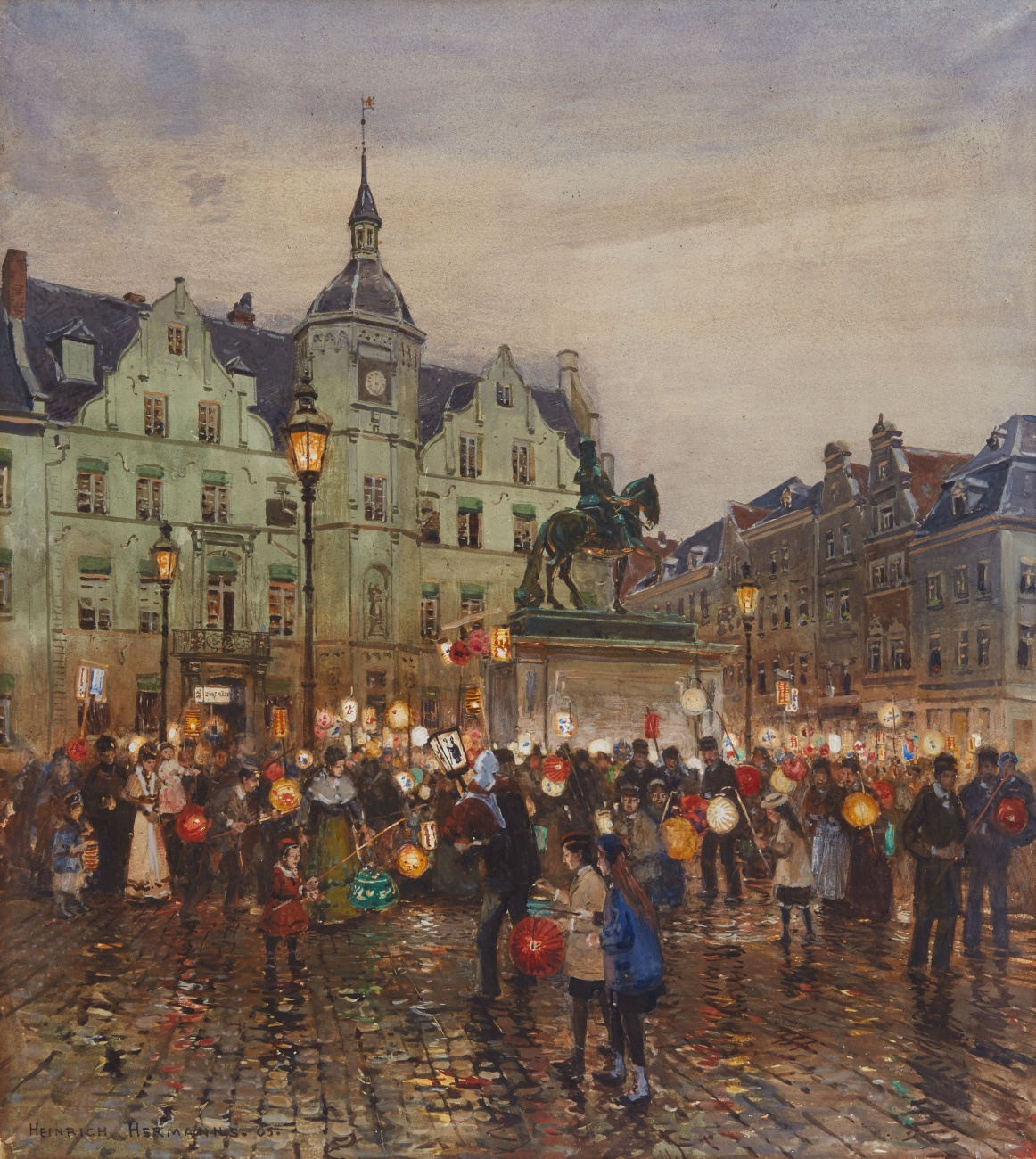
Viering van Sint-Maarten voor het Düsseldorfer Rathaus in 1905

De Schotse antropoloog James Frazer veronderstelt een heidense oorsprong van het feest: het ronddragen van het (heilige) vuur zou een voorchristelijk vruchtbaarheidsritueel zijn, wijdverspreid over West-Europa. Het heidense ritueel zou dan door de kerk zijn overgenomen, vooral om het vertrouwen van de bevolking te winnen. Andere onderzoekers stellen echter dat er niets heidens aan het feest valt op te merken. Het feest zou door de kerk zijn geïntroduceerd. 
In het Evangelie van Lucas staat de tekst: Niemand steekt een lamp aan en zet die in de kelder of onder de korenmaat, maar op de standaard, opdat wie binnentreden het licht zien (Lukas 11:33 e.v.; in de Statenvertaling: En niemand, die een kaars ontsteekt, zet [die] in het verborgen, noch onder een koornmaat, maar op een kandelaar, opdat degenen, die inkomen, het licht zien mogen.). Deze regels werden vaak op 11 november voorgedragen en in de mis besproken dit zou voor de bevolking aanleiding zijn geweest voor een lichtjesfeest. Moderne onderzoekers houden vaak het midden tussen beide standpunten. Sint-Maarten is een bedelfeest, en bedelfeesten waren nodig in de moeilijke wintermaanden. Bedeloptochten zoals met Sint-Maarten werden en worden (in België en sommige delen van Nederland) ook gehouden met Driekoningen of met Nieuwjaar, en ook het sinterklaasfeest heeft kenmerken van een bedelfeest.
In Amsterdam waren er in de 19e eeuw groepjes jongens die zingend langs de huizen liepen. Eén liep voorop, hij droeg een kroontje met kaarsjes aan een lange stok. Degenen die hem volgden, hadden lichtjes van allerlei kleuren. Wanneer de jongens van de bewoners wat kregen, zongen ze een liedje vol goede wensen. Kregen ze niets, dan volgde een scheldpartij.

### Ontwikkeling in de 20e eeuw
Als bedelfeest was Sint-Maarten lange tijd een feest voor de armen. Rijke burgers zagen hun kinderen er liever niet aan meedoen. In de jaren 20 en 30 van de 20e eeuw begon deze houding te veranderen; het sint-maartensfeest werd vanaf dan juist gezien als een mooie, eigen traditie, die behouden moest worden.
Omdat 11 november na de Eerste Wereldoorlog ook de datum is geworden waarop deze oorlog wordt herdacht, is wel geprobeerd om aan het feest een meer wereldlijke lading te geven. Het zou dan voor alles een vredesfeest moeten zijn. Dit heeft men uiteindelijk niet doorgezet. Het feest is, vooral in Nederland, juist vrij van enige religieuze of politieke lading. 
In België is het vieren van Sint-Maarten beperkt tot de hieronder genoemde regio's. Hierin lijkt geen verandering te komen. Het is eerder zo dat het feest steeds minder wordt gevierd, met name in Belgisch Limburg, waar vroeger veel meer sint-maartensvuren moeten zijn voorgekomen. In Nederland is de situatie omgekeerd: in de 20e eeuw is het feest alleen maar populairder geworden. In steeds meer regio's wordt viering van het sint-maartensfeest georganiseerd. Typisch is de geleidelijke opkomst van het gebruik in Amsterdam (zie hieronder). Ook in de regio's waar het feest oorspronkelijk al werd gevierd is de traditie nog zeer levend.

### Ontwikkeling in de 21e eeuw
Met de opkomst van Halloween in veel Europese landen, in dezelfde tijd van het jaar, is in sommige regio's van Nederland een concurrerend straatfeest ontstaan dat vooral bij de schooljeugd populair is.

## Verspreiding

### Nederland
In Nederland komt de viering voor in delen van het land. In Utrecht, waar Sint-Maarten de schutspatroon van is, is een sint-maartensberaad opgericht om Utrecht als sint-maartenstad te promoten. Sindsdien vindt op en om de Oudegracht jaarlijks in november de Sint Maarten Parade plaats.
Niet in iedere streek lijkt de traditie even sterk te leven; in Limburg, Noord-Holland in West-Friesland en Kennemerland en Groningen werd in 1997 vastgesteld, dat in deze provincies de sint-maartensviering nog vrij actueel was. In de provincies Friesland, Drenthe en Noord-Brabant bleek een vermeerdering van vieringen te zijn waargenomen. In mindere mate wordt Sint-Maarten gevierd in Zuid-Holland en Zeeland en in delen van Overijssel, Flevoland en Gelderland.
In Amsterdam werd het feest eeuwenlang niet meer gevierd, tot het in de laatste decennia van de 20e eeuw in de buitenwijken opdook onder invloed van omliggende gemeenten in de meer agrarische gebieden. In de jaren 1990 dook het feest weer op in de Weteringbuurt en aan de Amsterdamse grachten. In Amsterdam-Noord werd tot na de Tweede Wereldoorlog 'Sinteremaarten' gevierd met een tot lampion uitgesneden koolraap, suikerbiet of voederbiet, overeenkomstig de Duitse Rübengeistern; raapgeesten, of de oorspronkelijke Ierse Jack-o'-lantern, onderdeel van de oeroude tradities van dankfeesten voor Licht, Warmte, Gewas en Oogst. Inmiddels is het sint-maartenlopen in vrijwel geheel Amsterdam een levende traditie.
De (cor)relatie van het feest met religie is niet sterk. In Nederland wordt het sint-maartensfeest gevierd door kinderen van alle gezindten. In veel liedjes wordt nauwelijks aandacht aan de religieuze achtergrond besteed. De liedjes hebben vaak een humoristisch karakter en het repertoire wordt ieder jaar aangevuld met parodiërende of satirische teksten.
11 november is ook de nationale dag van het Nederlandse deel van het eiland Sint Maarten, dat naar de heilige vernoemd is.

### België
In België leeft de traditie met name sterk in veel plaatsen in de Oostkantons, in West-Vlaanderen (De Panne, Ichtegem, Ardooie, Koekelare, Langemark-Poelkapelle, Diksmuide, Houthulst, Ieper, Zonnebeke, Mesen en Heuvelland), in de streek rond Aalst en in een paar (deel)gemeenten van en rond Dendermonde. Verder kennen Mechelen, deelgemeente Hombeek en omliggende plaatsen waaronder Weerde en Peutie en plaatsen met een Sint-Martinuskerk zoals Sint-Martens-Lennik, Moerzeke en Beveren-Waas een levendige viering. Zowel in  Burcht als in Beveren-Waas leeft de traditie van Sint-Maarten volop door de jaarlijkse optocht van Sint-Maarten te paard en de kinderen die "grielen". Dit is het rapen van het snoepgoed dat door Sint-Maarten wordt uitgestrooid rond de kerk.  Olen, Retie en Wezel - te midden van de Antwerpse Kempen - stoken een sint-maarten(s)vuur. In Belgisch-Limburg vindt men tradities die lijken op die in Nederlands-Limburg, maar ze zijn daar minder actueel dan in Nederland. In het Brabantse Tienen gingen zeker tot eind jaren 60 en begin 70 kinderen rond met een uitgeholde suikerbiet met een kaars in rond om te zingen. Elders in het land wordt Sint-Maarten niet traditioneel gevierd: er zijn concerten of feesten. De vieringen vallen vaak samen met de herdenkingen van de wapenstilstand.

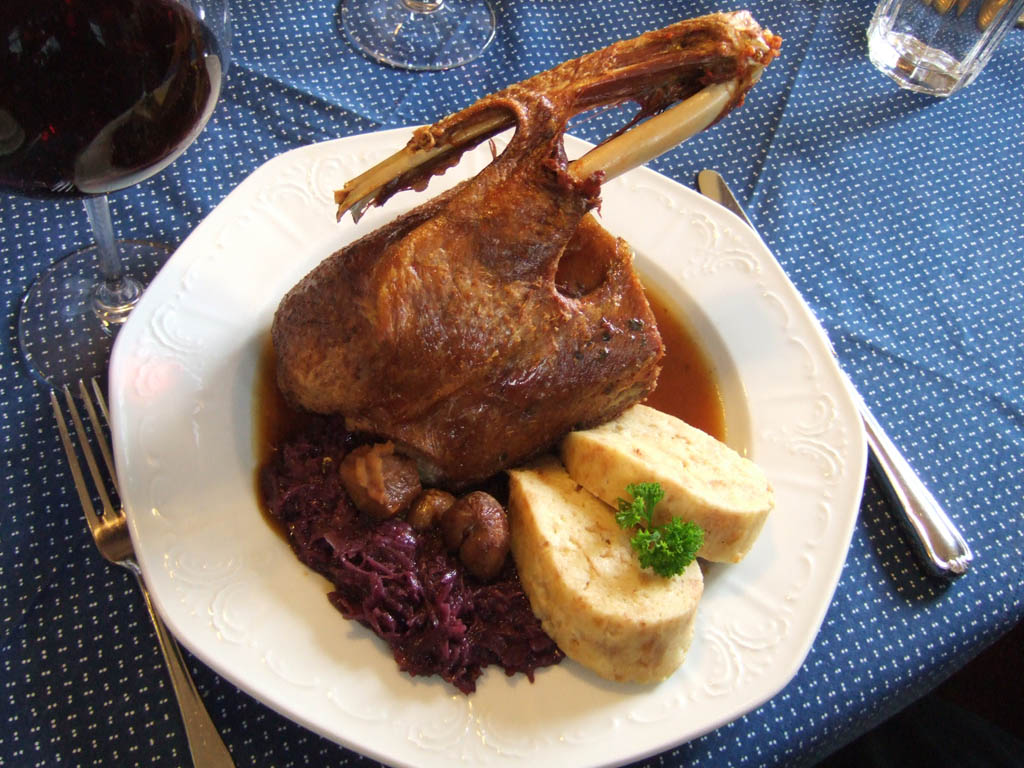
Martinsgans of Martinigansl

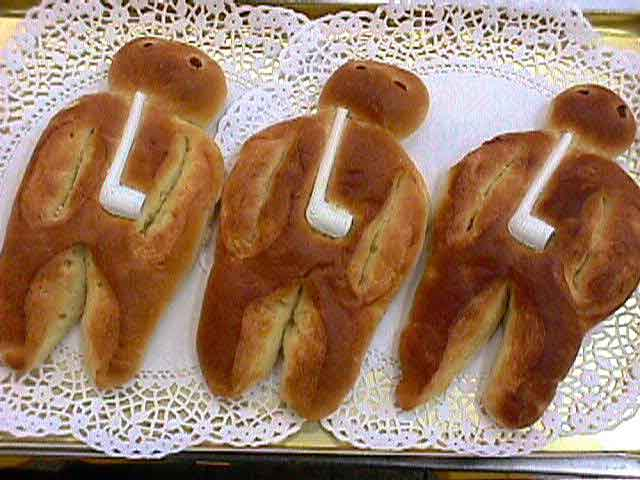
Drie Weckmänner

### Duitsland
In Duitsland wordt de katholieke legende, dat Sint-Maarten in dienst van het leger zijn officiersmantel met zijn zwaard in twee delen sneed en een helft aan een arme man zonder jas gaf, jaarlijks op Martinstag gevierd. In delen van Duitsland, Oostenrijk en Zuid-Tirol kent men het sint-maartenlopen. Kinderen lopen dan in een stoet met lantaarns door de straten, vaak voorafgegaan door iemand die met een rode mantel om, als Romeins leger-officier verkleed is en op een schimmel zit. Deze man stelt Sint-Maarten voor. Men noemt dit de Martinsritt. De kinderen zingen liederen en als afsluiting is er een kampvuur dat Martinsfeuer genoemd wordt.
In de Nederrijnregio en in het Nederbergse land wordt Sint-Maarten tijdens de lampionoptocht begeleid door een fanfarekorps. Na de optocht wordt de manteldeling nagespeeld, er is een korte toespraak door de sint-maartenfiguur en vervolgens krijgen de kinderen een papieren zak, de Martinstüte, die gevuld is met snoepgoed, fruit en een Weckmann. Deze Martinstüte wordt soms ook uitgedeeld aan de bejaarden. Enkele weken voor de optocht wordt in de buurten geld ingezameld om deze gaven te bekostigen.
In Oost-Friesland in Duitsland kent men het Martinisingen waarbij onder andere Peepernööten gegeven worden. In Oostenrijk en delen van Duitsland eet men op deze dag traditioneel gans, het zogenoemde Martinigansessen of Martinsgansessen. Deze traditie komt voort uit de legende dat Sint-Maarten te bescheiden was om zich tot bisschop te laten wijden en zich daarom verstopte. Ganzen verraadden hem echter door hun gesnater. Een andere legende vertelt dat een stel ganzen onder de preek de kerk binnenliep en de preek verstoorden, de ganzen werden daarom gevangen en opgegeten.
In Duitstalige streken gaan kinderen ook langs de deuren om te zingen en snoepgoed te krijgen.

### Elders
Ook in Noord-Frankrijk, in Frans-Vlaanderen en Zwitserland wordt Sint-Maarten (Saint Martin) gevierd.
Hongarije viert het feest onder de naam 'Márton-nap' of 'Tours-i Szent Márton ünnepnapja'. Documenten uit de 14de eeuw vermelden deze dag al als feestdag. Van oudsher is het feest gekoppeld aan de advent-vasten. De dag van Sint-Maarten was de laatste dag waarop uitgebreid gegeten en gedronken kon worden. Dit element van de vastentijd wordt enthousiast gevierd.
In het oosten van Oostenrijk wordt op deze dag dikwijls de nieuwe wijn door de pastoor gezegend.

## Tradities

### Nederland

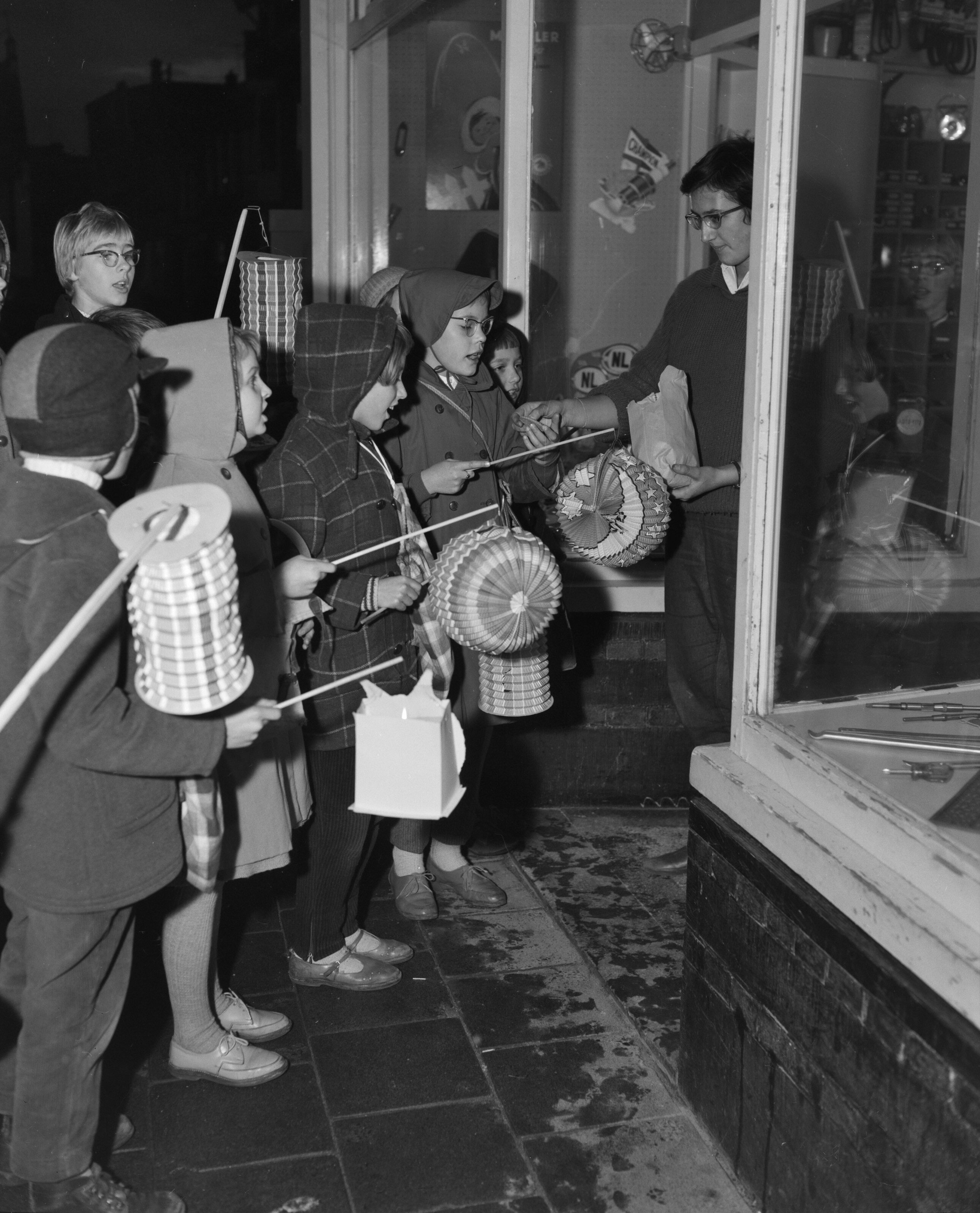
Sint Maarten in de Zaanstreek in 1959

Sint-Maarten wordt niet overal op dezelfde wijze gevierd. In sommige plaatsen worden optochten georganiseerd, in andere worden vreugdevuren ontstoken. Algemeen is de lampionnentocht. Deze komt het meest voor in Nederland in de noordelijke provincies en in Noord-Holland (keuvelen genoemd). De kinderen maken lampionnen of hollen een koolraap of suikerbiet (vergelijk Jack-o'-lantern) of pompoen uit en gaan met de lichtjes langs de deuren. Daar zingen ze speciale sint-maartensliedjes en krijgen in ruil snoep of fruit. Ook kleurige, door de kinderen gemaakte, lampionnen worden gebruikt. In Nederland worden de lampionnen vaak tijdens de schooltijd gemaakt, bijvoorbeeld in de les handenarbeid. Met name bij het vrijeschoolonderwijs is Sint-Maarten een jaarlijks terugkerend feest met uitgeholde knollen of pompoenen en met waxinelichtjes. Tegenwoordig worden de lampionnen elders veelal met behulp van batterijen verlicht. Vroeger werd veel gebruikgemaakt van de foekepot om de liedjes die bij de rondgang werden gezongen te begeleiden. Het sint-maartensgebruik werd toen 'foekepotterij' genoemd.
Onder invloed van Halloween gaan sommige kinderen nu ook verkleed langs de deuren. Daarbij wordt aan kinderen soms overvloedig snoepgoed verstrekt, hetgeen ook weer de verwachting voedt dat kinderen aan ieder huis snoepgoed moeten krijgen. In dit verband is wel gezegd dat Sint Maarten ‘het als kinderfeest vermomde complot van het Tandheelkundig Industrieel Complex’ is.
In de zuidelijke provincies van Nederland en in België komt het langs de deur gaan veel voor, soms in combinatie met een vreugdevuur of een optocht. In sommige West-Vlaamse dorpen wordt het van deur tot deur gaan 'ruusbuzen' genoemd, naar de eerste woorden van het liedje dat de kinderen zingen ("Ruus buus buus").

### België

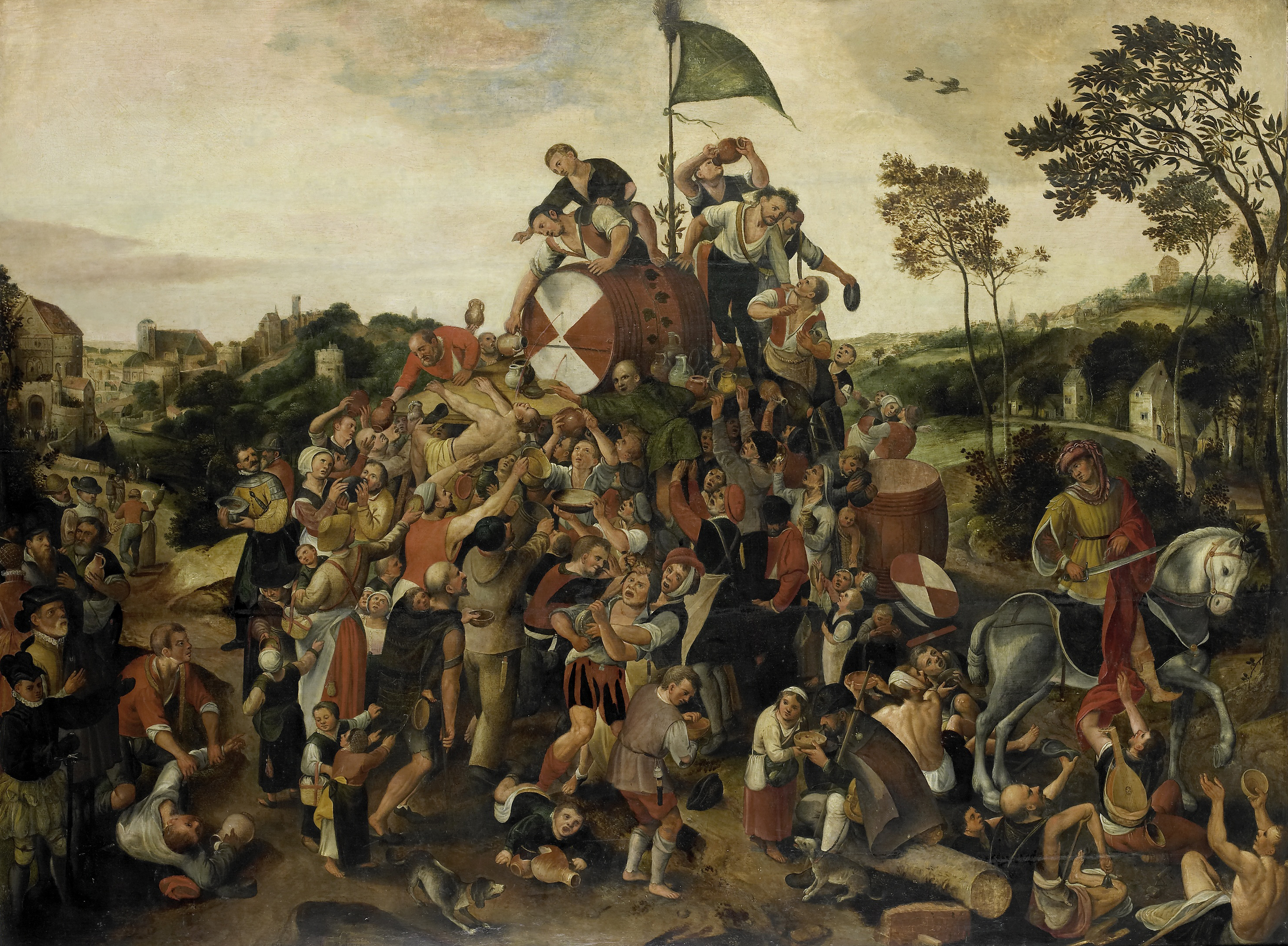
Sint-maartenskermis geschilderd tussen 1550 en 1599 door de Vlaming Pieter Balten

In Mechelen ligt de nadruk expliciet op het langs de deuren gaan. Kinderen gaan vaak verkleed, maar dragen geen lampionnen mee, alhoewel sommige gemeenten (zoals Rijmenam) wel iets gelijkaardigs kennen. De Mechelse kinderen zingen een eigen, uniek "Sinte Mette lied" (Sinte-Mette van de ruggenuchte). De in het liedje vermelde "kruk" is een draagstoel. Alhoewel dit vandaag bijna niet meer gebeurt, bestond vroeger elke "Sinte Mette"-groep uit een Sint gezeten op een draagstoel, die werd rondgedragen door zijn kompanen. Vandaag de dag houdt het Sinte Mette Genootschap deze Mechelse traditie in stand. Uitzonderlijk voor de regio Mechelen is dat ook de volwassenen Sint-Maarten vierden (de "grote Sinte Mette"), traditioneel op de zondag ná 11 november. Het Genootschap doet dit nu nog met de bedoeling geld in te zamelen dat gebruikt wordt voor de instandhouding van het feest.
De vreugdevuren zijn vooral typisch voor Limburg, meestal in combinatie met een optocht. Men verzamelt zich hier in de kerk waar het verhaal van Sint-Maarten verteld wordt. Vervolgens loopt men in een lampionnenoptocht naar een groot vuur (een zogenoemde troshoop) waar 'de arme man' van het vertelde verhaal zich kan warmen. De kinderen krijgen traditioneel een oliebol uitgereikt. In Herk-de-Stad (Sint-Martinusgemeente) worden er met Sint-Maarten pannenkoeken gebakken. In een groeiend aantal dorpen komt het ook voor dat kinderen buiten de viering om van huis naar huis gaan om een lied te zingen en beloond te worden. De sint-maartensviering wordt meestal de vrijdag of zaterdag voor de 11e november gevierd om geen overlap te creëren met de start van het carnavalsseizoen (de 11e van de 11e). Ook buiten Limburg komen hier en daar vreugdevuren voor.
Optochten worden vooral in West-Vlaanderen gehouden, specifiek in de streek rond Veurne en Ieper. Deze stoeten vinden meestal plaats aan de vooravond van de naamdag, dus op 10 november. Sint-Maarten gaat hier vergezeld van Zwarte Piet. Samen lopen zij vooraan in de stoet en de kinderen met hun bieten volgen. Na de stoet (waar soms de plaatselijke fanfare of harmonie in meeloopt) kunnen de kinderen in veel gemeenten een zak met lekkernijen halen (mandarijnen, chocolade, piknikken, Onze-Lieve-Vrouwtjes, speculoos, marsepein en sint-maartenskoeken). Op 11 november zelf krijgen de meeste kinderen meer lekkernijen en speelgoed.
In en rond Ieper vallen deze vieringen vaak samen met de verschillende herdenkingen van de Eerste Wereldoorlog. In Ardooie, waar Sint-Maarten de patroonheilige is, gaat ieder jaar een avondstoet door de straten, volledig in het teken van Sint-Maarten en het begin van de winterperiode. Elk jaar komen duizenden toeristen op dit spektakel af.

#### Overlapping met sinterklaasfeest

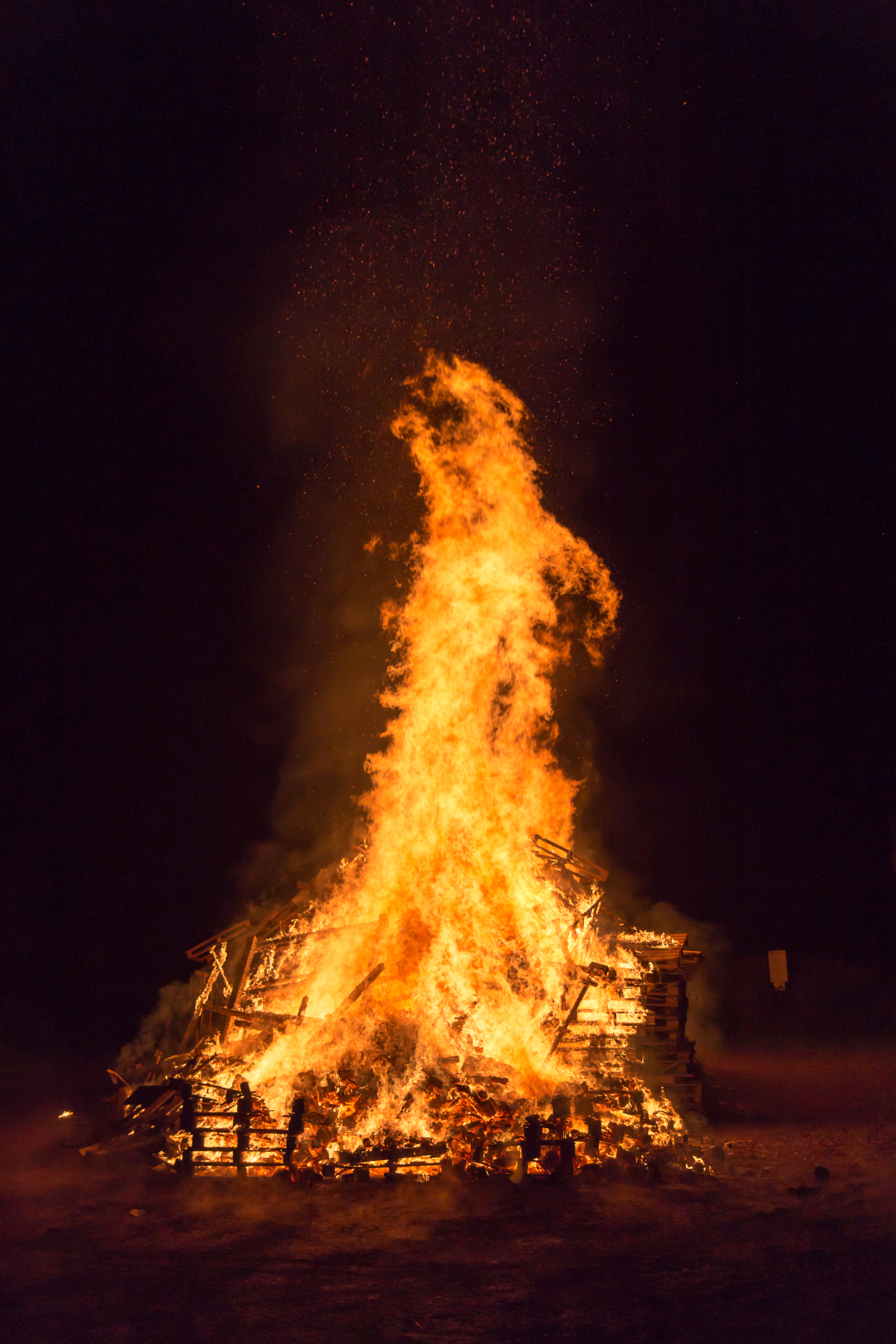
Vreugdevuur

In België neemt Sint-Maarten soms de taak van Sinterklaas over. De verschillen kunnen van plaats tot plaats groot zijn. In de West-Vlaamse stad Wervik bijvoorbeeld komt in de ene wijk op 11 november Sint-Maarten langs met speelgoed, en in de andere wijk Sinterklaas op 6 december. Dendermonde, Poperinge en (Zele) kennen een soortgelijk fenomeen. In verschillende deelgemeenten komt Sint-Maarten, terwijl in het centrum Sinterklaas komt. In Ieper en omgeving en in het Oost-Vlaamse Aalst, Zele en Beveren wordt meestal Sint-Maarten gevierd. Drie van deze gemeenten hebben een Sint-Martinuskerk als hoofdkerk. Ook Denderbelle heeft een Sint-Martinuskerk en viert (en bij uitbreiding heel Lebbeke) Sint-Maarten. Het aangrenzende Buggenhout met zijn Sint-Niklaaskerk viert dan weer Sinterklaas.
In Ieper komt Sint-Maarten de avond voor 11 november aan met de boot. Dan staan alle kinderen hem en zijn pieten op te wachten aan de kaai (Ieperlee). Daarna gaan ze in een grote stoet naar de Grote Markt. In Sijsele (een Sint-Martinusgemeente) wordt er dan weer enkel een sint-maartensstoet gehouden (op de vrijdagavond het dichtst bij de 11de november), maar speelgoed krijgen de kinderen alleen bij Sinterklaas. In Loppem (eveneens een Sint-Martinusgemeente) gaan de kinderen op van deur tot deur en zingen het sint-maartenslied om lekkers te krijgen.
In Aalst komt Sint-Maarten de zaterdag voor 11 november officieel met de boot aan en wordt hij in een koets naar zijn troon op de Grote Markt gereden. Hij ontvangt dan op 11 november de massaal toegestroomde kinderen. Ook in de omgeving van Aalst komt Sint-Maarten langs. Dit zijn de gemeentes Lede, Wichelen, Erpe-Mere (uitgezonderd deelgemeente Aaigem), Bavegem (gemeente Sint-Lievens-Houtem), Haaltert, Borsbeke (gemeente Herzele), Massemen en Westrem (gemeente Wetteren), Berlare (zonder de deelgemeentes), Zele, Moerzeke (gemeente Hamme), Lebbeke, Opwijk (uitgezonderd deelgemeente Mazenzele) en de deelgemeentes Sint-Gillis-bij-Dendermonde, Appels, Oudegem, Schoonaarde en Mespelare van Dendermonde waar Sinterklaas ook door Sint-Maarten wordt vervangen. Meestal komt hij in de nacht van 10 op 11 november. Opmerkelijke verschillen zijn dat Sint-Maarten in de hemel woont en niet in Spanje, dat hij soms slechts één Zwarte Piet heeft, en dat zijn rijdier soms een ezel is in plaats van een schimmel.
In Beveren wordt Sint-Maarten niet uitgebeeld met mijter en lange baard, maar als een Romeins soldaat te paard die zijn rode mantel deelt met de armen. Hij rijdt van wijk tot wijk en strooit snoepgoed. De kinderen proberen hiervan zo veel mogelijk te verzamelen. Dit noemt men grielen. De kinderen krijgen geen speelgoed van Sint-Maarten. Daarvoor komt Sinterklaas langs op 6 december.
Veurne is een stad die beide heiligen, zowel Sinterklaas als Sint-Maarten, verwelkomt. In Veurne staat de Sint-Niklaaskerk, met een marmeren beeld onder de preekstoel gewijd aan Sint-Niklaas. Maar ook Sint-Maarten wordt in Veurne vereerd. Elk jaar op de vooravond van 11 november wordt er een sint-maartensstoet gehouden waarbij alle kinderen samenkomen op de grote markt. Daar wordt er snoepgoed van het balkon van het oud stadhuis gegooid. Meestal worden er bij het sint-maartensfeest kleren aan de kinderen gegeven, en krijgen ze speelgoed bij het sinterklaasfeest.
In het Meetjesland zijn er twee gemeenten met Sint-Maarten als parochieheilige: Zomergem, waar het feest is vervangen door Sinterklaas, en Lovendegem. In Lovendegem komt Sint-Maarten, eigenlijk gewoon Sinterklaas, de zondag voor 11 november aan met een boot op de Brugsevaart ter hoogte van de Kasteeldreef en ontvangt dan de kinderen in het parochiaal centrum. Hoewel ook daar de druk om over te schakelen naar Sinterklaas groot is houden Landelijke Gilde en het Sint-Maartensgilde (een gilde verbonden aan de Sint-Martinuskerk) vast aan de traditie.

### Duitsland

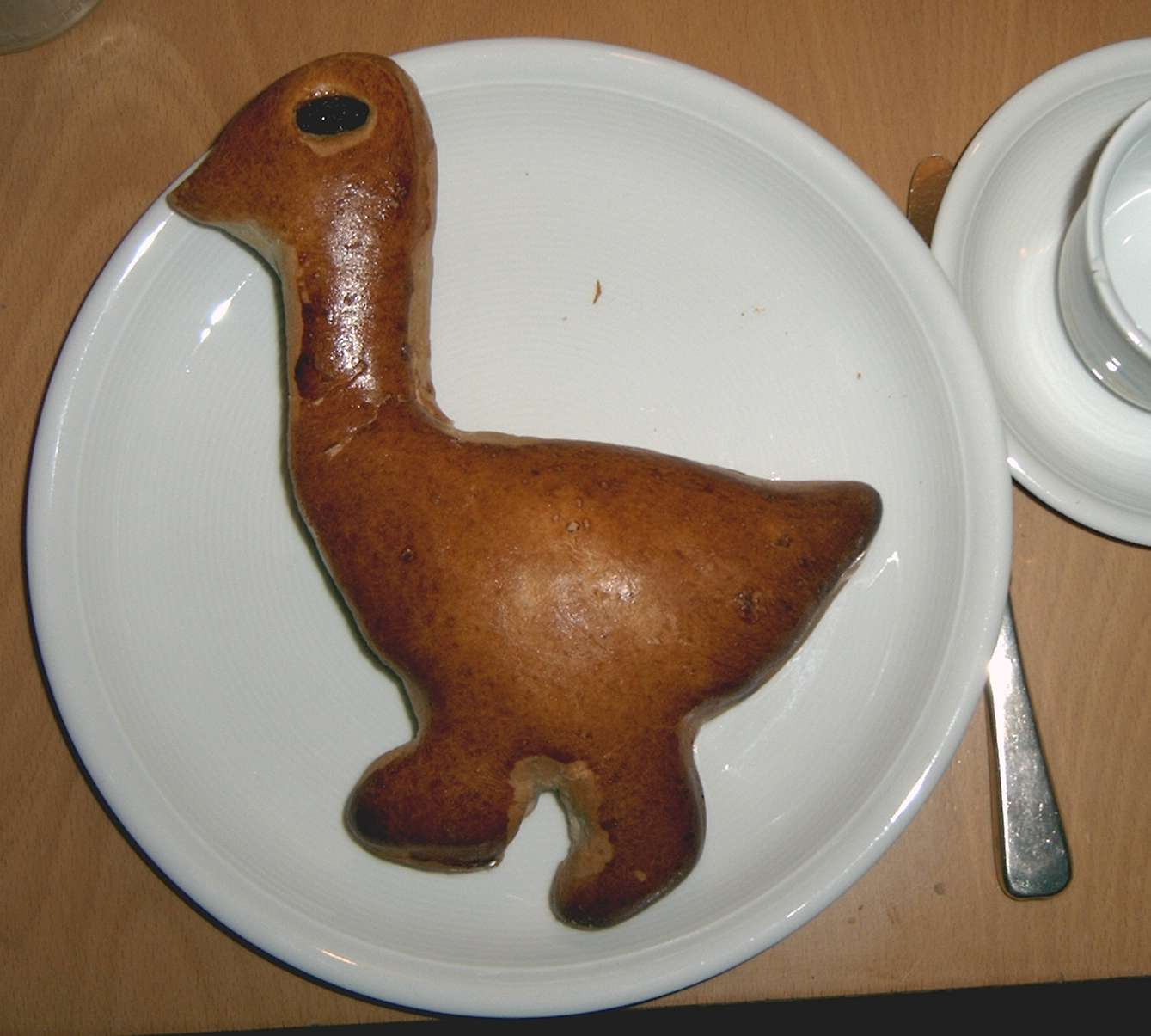
Broodje in de vorm van een gans; Martinsgans

Pelzmärtel is in Franken de cadeautjesbrenger tijdens Sint-Maarten, maar ook hier komt het voor dat de cadeautjes juist tijdens het Sinterklaasfeest worden gebracht. De figuur wordt dan Pelznickel genoemd.

### Hongarije
Het feest Márton-nap wordt voornamelijk in de familie, eventueel uitgebreid met vrienden, gevierd. Eten en drinken staat centraal. Het belangrijkste gerecht is ganzenvlees. Een legende verhaalt dat Sint-Maarten zich verstopte tussen de ganzen omdat hij niet verkozen wilde worden tot paus. Met hun gegak hebben de ganzen hem echter verraden. Vandaar dat ganzenvlees, in welke vorm dan ook, niet mag ontbreken tijdens het feest: wie die dag geen ganzenvlees eet, zal het hele jaar honger lijden zo zegt men. De dag wordt ook gebruikt om de nieuwe wijn te schenken. Maar nog liever de nieuwe pálinka, Hongaarse schnaps. Anno 2010 worden rond Márton-nap veel markten georganiseerd. In de Duitstalige streken van Hongarije gaan de kinderen al zingend langs de deuren en kent men nog optochten, soms zelfs met Sint-Maarten in Romeinse kledij op een paard.

## Liedjes

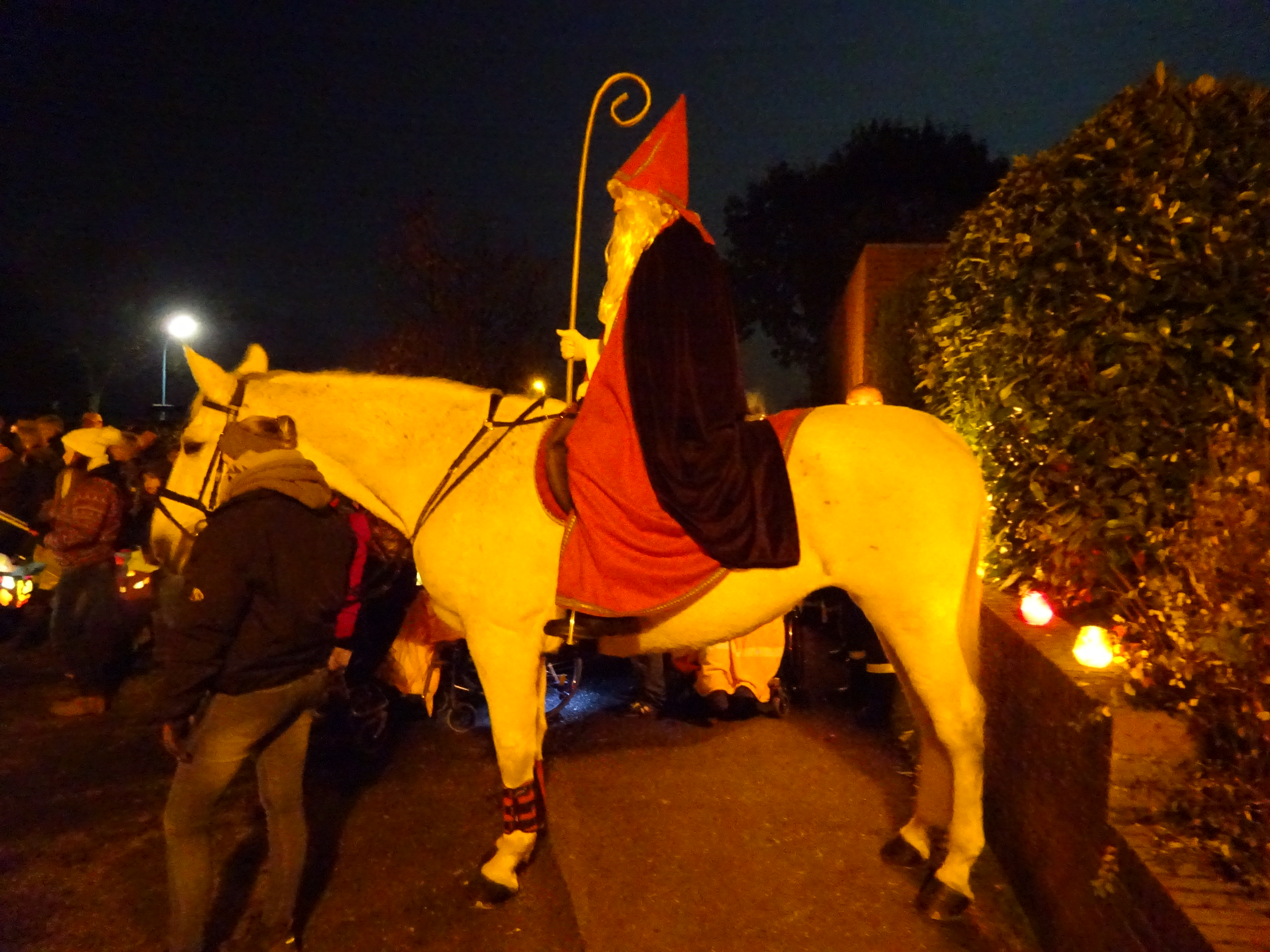
Sint-Maarten op een paard, Duitsland, 11 november 2016

Er zijn talloze sint-maartensliedjes. Vooral in Nederland is er sprake van een nog altijd groeiend repertoire. Veel liedjes hebben een humoristische lading, al zijn er ook nog oude bedelliedjes. Sommige liedjes komen in het hele taalgebied voor, zoals Sint-Maarten, andere liedjes komen slechts in een klein aantal dorpen voor. De liedjes staan in een lange, orale traditie. Het oudst bekende sint-maartensliedje is het volgende:
Stoockt vier, maeckt vier:

Sinte Marten komt hier

Met syne bloote armen

Hij soude hem gheerne warmen?
De regels van dit lied komen nog in diverse bestaande sint-maartensliedjes terug. Ook voor andere liedteksten geldt dat ze heel oud zijn, wat blijkt uit de grote verspreiding ervan.
Een onderverdeling in tien hoofdgroepen is - met voorbeelden van zowel tekst als melodie - te vinden in M. Kruijswijk (2004).

## Trivia

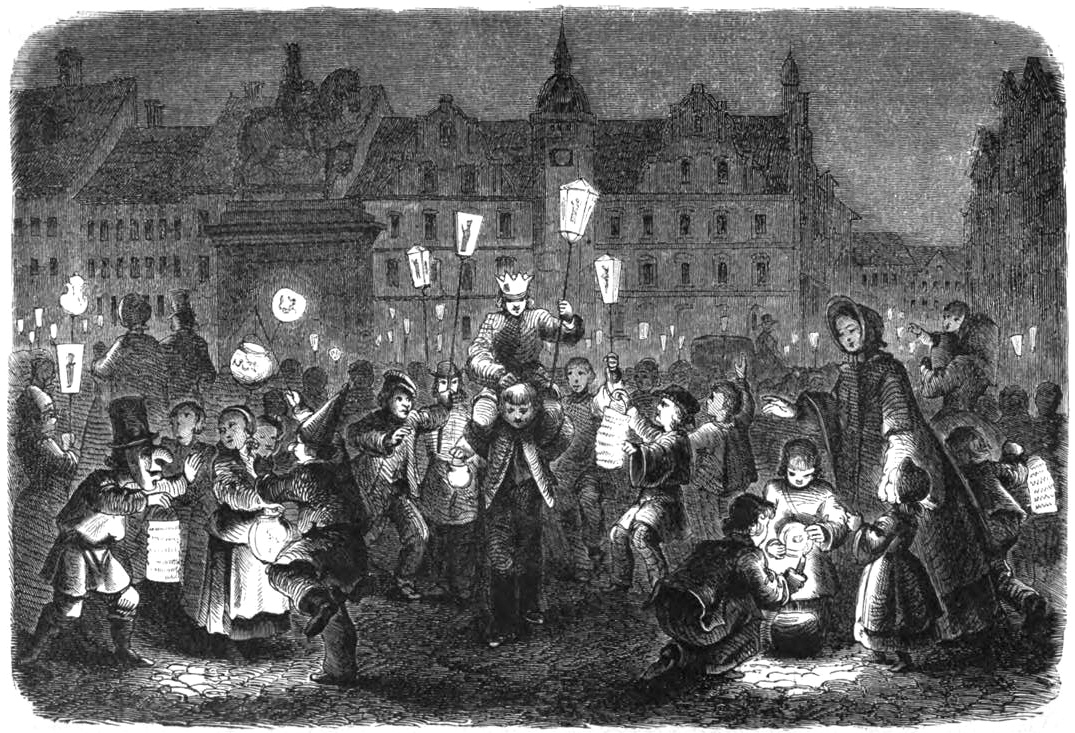
Das Martinsfest in Düsseldorf, 1863

- De dag na het sint-maartensfeest wordt in sommige liedjes Sint-Kruk of Sinterkrukke (zoals in het Venlose Sintermertes Veugelke-lied) genoemd. Dit verwijst naar paus Martinus I, de laatste paus-martelaar (naamdag eertijds 12 November, tegenwoordig 13 April) en diens bisschopsstaf (de Paus is tevens bisschop van Rome).
- Een spreekwoord in het Venloos luidt: As de kinder Sintermertes Veugelke zinge, make de verkes eur testament (Als de kinderen een sint-maartensliedje zingen, dan schrijven varkens hun testament). Varkens werden traditioneel geslacht vanaf 11 november.